# 石谷清長
石谷 清長（いしがや きよなが、慶安元年（1648年） - 元禄17年1月6日（1704年2月10日））は、江戸時代の旗本。

## 生涯
石谷清亮の二男として生まれ、元禄元年7月12日（1688年8月7日）石谷成勝の養子としてその家を継ぎ、同年11月23日（1688年12月15日）徳川綱吉に初めて拝謁した。元禄2年4月29日（1689年6月16日）、書院番となり、元禄10年7月26日（1697年8月31日）、所領500石の他に得ていた廩米200俵を改め、武蔵国埼玉郡に領地を賜り合計で700石を知行した。
石谷清長の跡は、久松定矩の子・石谷清定が、石谷清長の実兄である石谷清信の娘を妻として、清長の養子となって継いだ。